# مارك براندنبيرغ
مارك براندنبيرغ (بالإنجليزية: Mark Brandenburg) هو لاعب كرة قاعدة أمريكي، ولد في 14 يوليو 1970 في هيوستن في الولايات المتحدة.

## وصلات خارجية
- مارك براندنبيرغ على موقعبيزبول رفرنس.كوم (الدوري الرئيسي) (الإنجليزية)
- مارك براندنبيرغ على موقعبيزبول رفرنس.كوم (الدوري الثانوي) (الإنجليزية)
- مارك براندنبيرغ على موقع مشجعي الرسوم البيانية (الإنجليزية)